# Francisca Moroso
Francisca Moroso Velasco (Santiago, 20 de marzo de 1993) es una futbolista chilena que juega como delantera en Unión La Calera de la Primera B de fútbol femenino de Chile. 

## Primeros años
Realizó sus estudios en el Colegio Pumahue de Peñalolén. Continuó sus estudios universitarios en la Universidad Andrés Bello, donde estudió pedagogía en educación física.

## Carrera
Fue seleccionada por el entrenador Nibaldo Rubio para integrar el plantel de la selección femenina de fútbol sub-14 que disputó la copa Home of FIFA, un torneo de 12 selecciones nacionales con motivo de la inauguración de la sede de la FIFA. La selección nacional logró el tercer lugar del torneo, tras vencer en penales a la selección tailandesa por 3:1, siendo uno de los tantos obra de Moroso.
Posteriormente en 2007 integra la rama femenina de Universidad Católica. Tras iniciar sus estudios universitarios, pasó a integrar parte del equipo femenino de la Universidad Andrés Bello.

### Colo-Colo
Tras un período de inactividad profesional, Moroso decide volver al fútbol, tras recibir una oferta del entrenador de Colo-Colo, José Letelier. Se integra al plantel en agosto de 2013. El 14 de noviembre de 2016 anuncia a su salida del club a través de sus redes sociales.

## Estadísticas

### Clubes
| Club                   | País   | Año       |
| ---------------------- | ------ | --------- |
| Universidad Católica   | Chile  | 2007–2010 |
| Colo-Colo              | Chile  | 2013–2016 |
| Universidad de Chile   | Chile  | 2017–2018 |
| CFF Cáceres            | España | 2018–2019 |
| Real Sporting de Gijón | España | 2019      |
| Universidad Católica   | Chile  | 2020–2021 |
| Unión La Calera        | Chile  | 2025-     |

### Selecciones

#### Participaciones en fases finales
| Competición                                                   | Categoría                                    | Sede              | Resultado    | Partidos | Goles |
| ------------------------------------------------------------- | -------------------------------------------- | ----------------- | ------------ | -------- | ----- |
| Campeonato Sudamericano Femenino Sub-17 de 2010               | Selección femenina de fútbol sub-17 de Chile | Brasil            | Subcampeón   | 6        | 4     |
| Copa Mundial Femenina de Fútbol Sub-17 de 2010                | Selección femenina de fútbol sub-17 de Chile | Trinidad y Tobago | Primera fase | 3        | 0     |
| Torneo femenino de fútbol en los Juegos Suramericanos de 2014 | Selección de fútbol femenino de Chile        | Chile             | Subcampeón   | 4        | 1     |
| Copa América Femenina 2014                                    | Selección de fútbol femenino de Chile        | Ecuador           | Primera fase | 4        | 0     |
| Total                                                         |                                              |                   |              | 17       | 5     |

## Palmarés

### Títulos nacionales
| Título                 | Club      | País  | Año    |
| ---------------------- | --------- | ----- | ------ |
| Campeonato de Clausura | Colo-Colo | Chile | 2013-C |
| Campeonato de Apertura | Colo-Colo | Chile | 2014-A |
| Campeonato de Clausura | Colo-Colo | Chile | 2014-C |
| Campeonato de Apertura | Colo-Colo | Chile | 2015-A |